# Спиридовы
Спиридовы — древний дворянский род.
Род внесён в VI часть дворянской родословной книги Московской губернии.

## История рода
Восходит к середине XVI века. Родоначальник Иван Спиридов послан из Порхова в Холм прибавочным воеводою (1580). Его внук Степан Алексеевич Улан клинский городовой дворянин († 1653). Никон Алексеевич Спиридов стряпчий (1693) воевода в Дмитрове (1694—1697), Кадоме (1699).
Род пожалован поместьями и вотчинами (1618).

## Описание гербов

#### Герб. Часть II. № 101.
Щит, разделённый горизонтально на три поля: красное, чёрное и голубое, из коих на первых двух изображён ездок, скачущий на белом коне, в голубой одежде, с поднятою вверх саблею, с золотым луком и колчаном за плечами. Ниже ездока (на чёрном поле) — переломленная надвое серебряная сабля. В нижнем же (голубом поле), между четырёх веток роз (с листами и цветами) — отрубленная человеческая голова.
Щит увенчан обыкновенным дворянским шлемом и короною. Намёт лазуревого и червлёного цветов с подложкою серебром. Щитодержатели:  два стоящие на задних лапах льва.

#### Гербовник А.Т. Князева.
В Гербовнике Анисима Титовича Князева 1785 года имеется герб Матвея Алексеевича Спиридова: на княжеской мантии изображен овальный щит в серебряном поле которого скачущий на серой лошади, покрытой синей попоной, всадник в красной одежде. В правой руке всадника сабля, острием вверх (польский герб Погоня). Щитодержатели: два льва, стоящих на задних лапах, с высунутыми языками. Щит увенчан дворянской короной.

## Известные представители
- Спиридов, Андрей Алексеевич (ок. 1680—1745) — майор, комендант Выборга при Петре I.
  - Спиридов, Алексей Андреевич (1714—1782) — генерал-поручик, генерал-кригс-комиссар[3].
  - Спиридов, Григорий Андреевич (1713—1790) — адмирал, архангельский военный губернатор, главный командир Ревельского порта.
    - Спиридов, Матвей Григорьевич (1751—1829) — историк, сенатор, автор трудов по генеалогии.
      - Иван Матвеевич (1788—1819) — полковник, был женат на Софье Дмитриевне Олсуфьевой (179.—1853).
      - Михаил Матвеевич (1796—1854) — майор Пензенского пехотного полка, декабрист.

    - Спиридов, Алексей Григорьевич (1753—1828) — адмирал, главный командир Ревельского порта.
    - Спиридов, Григорий Григорьевич (1758—1822) — московский обер-полицмейстер, действительный статский советник.